# Stazione meteorologica di Gaeta
La stazione meteorologica di Gaeta è la stazione meteorologica di riferimento relativa alla città di Gaeta.

## Coordinate geografiche
La stazione meteorologica è situata nell'Italia centrale, nel Lazio, in provincia di Latina, nel comune di Gaeta, nell'area aeroportuale, a 50 metri s.l.m. e alle coordinate geografiche 41°13′N 13°34′E.

## Dati climatologici
Secondo i dati medi del trentennio 1961-1990, la temperatura media del mese più freddo, gennaio, si attesta a +9,8 °C, mentre quella del mese più caldo, agosto, è di +24,8 °C.
Le precipitazioni medie annue si aggirano sui 650 mm, distribuite mediamente in 67 giorni, con un picco tra l'autunno e l'inverno ed un minimo estivo .
| Gaeta                 | Mesi  | Mesi  | Mesi  | Mesi  | Mesi  | Mesi  | Mesi  | Mesi  | Mesi  | Mesi  | Mesi  | Mesi  | Stagioni | Stagioni | Stagioni | Stagioni | Anno |
| Gaeta                 | Gen   | Feb   | Mar   | Apr   | Mag   | Giu   | Lug   | Ago   | Set   | Ott   | Nov   | Dic   | Inv      | Pri      | Est      | Aut      | Anno |
| --------------------- | ----- | ----- | ----- | ----- | ----- | ----- | ----- | ----- | ----- | ----- | ----- | ----- | -------- | -------- | -------- | -------- | ---- |
| T. max. media (°C)    | 12,7  | 13,4  | 15,4  | 18,1  | 22,2  | 25,6  | 28,3  | 28,2  | 26,0  | 22,0  | 17,4  | 14,2  | 13,4     | 18,6     | 27,4     | 21,8     | 20,3 |
| T. min. media (°C)    | 7,0   | 7,2   | 9,0   | 11,3  | 14,9  | 18,5  | 21,2  | 21,3  | 19,2  | 15,3  | 11,4  | 8,4   | 7,5      | 11,7     | 20,3     | 15,3     | 13,7 |
| Precipitazioni (mm)   | 78    | 78    | 53    | 60    | 28    | 24    | 9     | 23    | 58    | 98    | 94    | 75    | 231      | 141      | 56       | 250      | 678  |
| Giorni di pioggia     | 7     | 7     | 6     | 7     | 4     | 4     | 1     | 3     | 5     | 7     | 8     | 8     | 22       | 17       | 8        | 20       | 67   |
| Vento (direzione-m/s) | E 4,1 | E 4,4 | W 4,0 | W 4,0 | W 3,7 | W 3,9 | W 3,9 | W 3,9 | W 3,6 | E 3,9 | E 4,1 | E 4,5 | 4,3      | 3,9      | 3,9      | 3,9      | 4,0  |